# Rhombozoa
Rhombozoa ili Dicyemida je vrsta sitnog parazita koji živi u bubrezima glavonošaca.

## Klasifikacija
Rhombozoa je svrstana u vrstu Orthonectida u grupi Mesozoa,ali su neka molekularna istraživanja pokazala da je Rhombozoa ipak bliža valjkastim crvima.Ova vrsta nije podeljena u klase,ali sadrži tri porodice: Conocyemidae, Dicyemidae,i Kantharellidae. Pretpostavlja se da je Rhombozoa izvedena iz vrste Lophotrochozoa.

## Anatomija
Odrasla Rhombozoa je dugačka između 0.5 i 7 milimetara,i lako se može videti pod mikroskopom. Ima tačno utvrđen broj somatskih ćelija,što je vrlo korisno pri identifikaciji jedinke. Rhombozoa ne poseduje respiratorni,cirkulatorni i nervni sistem,kao ni sistem za izlučivanje.Struktura organizma je jednostavna. Jedna aksijalna ćelija okružena je sa 23 cilijarne ćelije. Unutrašnji deo organizma se naziva kalota (calotte) i služi da se ovaj parazit zadrži na površini bubrega domaćina.

## Životni ciklus
Rhombozoa postoji u bespolnoj i polnoj fazi. Bespolne jedinke žive u mladim,a polne u telima odraslih domaćina.
Bespolna faza se drugačije naziva i nematogena. U ovoj fazi proizvodi se vermiform larva u sklopu aksalne ćelije.Ona se odmah potom razvija kako bi proizvela još nematogenih jedinki,koje proliferišu u mlade glavonošce i ispunjavaju im bubrege. Kako infekcija raste,vermiform larva se razvija u formu rhombogens i prelazi u polnu fazu. Rhombogen sadrži hermafroditne gonade razvijene u sklopu aksijalne ćelije. Ove gonade,nazvane infusorigens,imaju funkciju samooplodnje i proizvode larvu infusoriform. Ova larva ima veoma karakterističnu morfologiju.Pliva oko prstena cilijarnih ćelija koji izgledom podsećaju na farove.
Rhombozoa je povremeno otkrivana u tropskim predelima,ali je stopa infekcije bila prilično niska,jer mnogi od potencijalnih domaćina nisu bili zaraženi. Najveći broj Rhombozoe je otkriven na jednoj ili dve bliske vrste domaćina.